# Bellusi István
Bellusi István (Nagyszombat, 1668. július 29. – Nagyszombat, 1708. november 29.) magyar jezsuita rendi szerzetes, tanár.

## Élete
Bellusi Ferenc öccse volt. 1684-ben lépett a jezsuita rendbe. Grazban, Nagyszombatban (1687-ben) és Bécsben a teológiát végezve a négy próbaévben Erdélyben Seeau gróf, császári biztos környezetében működött, és még három évig mint hittérítő szerepelt Erdélyben. Megromlott egészsége miatt visszatért a szülővárosába, ahol költészetet tanított.

## Munkái
- 1. Fabulae poeticae decem elegiis comprehensae. Tyrnaviae. 1693 (névtelenül)
- 2. Funebris com. Apor. Uo. 1693
- 3. Funebris Leopoldo m. caesari. Uo. 1705

Kéziratban hátrahagyta a rend védelmére írt heves vitairatát.